# Andre Gunder Frank
Andrè Gunder Frank (Berlino, 24 febbraio 1929 – Lussemburgo, 23 aprile 2005) è stato un sociologo ed economista tedesco.
Fu tra i fondatori della teoria della dipendenza e della world-systems theory (teoria dei sistemi-mondo), negli anni '60. Pur utilizzando alcuni concetti di Marx in economia politica, egli ne rifiutava la suddivisione degli stadi storici e l'intera teoria della storia economica.

## Biografia
Andreas Frank (Andrè) nacque in Germania, ma la sua famiglia, di origine ebraica, lasciò il Paese quando Adolf Hitler venne eletto Cancelliere. Frank studiò in varie località della Svizzera, finché nel 1941 tutta la famiglia emigrò negli Stati Uniti. Qui gli affibbiarono maliziosamente il nomignolo di Gunder per scherzare sulla sua lentezza paragonandolo al corridore svedese Gundar Haag. Si laureò in economia nel 1950 presso lo Swarthmore College e ricevette il titolo di Ph.D. in economia nel 1957 presso la Chicago University, ironicamente centro del pensiero liberista, che Frank contrastò con i suoi studi. Il suo dottorato si intitolava Crescita e produttività nell'agricoltura ucraina dal 1928 al 1955 e verteva sull'agricoltura sovietica. Fatto ancora più ironico, il supervisore della sua dissertazione era Milton Friedman, un uomo di cui Frank avrebbe in seguito fortemente criticato le teorie ispirate al laissez faire.
Per tutti gli anni '50 ed i primi anni '60 Frank insegnò in varie università statunitensi. Nel 1962 si spostò in America Latina, inaugurando un periodo di viaggi. Dal 1968 lavorò come professore di Sociologia ed Economia all'Università del Cile, dove a partire dal 1970 fu coinvolto nelle riforme del governo di Salvador Allende. Dopo il colpo di Stato in Cile del 1973 che rovesciò Allende, Frank si spostò in Europa, dove insegnò in varie università. Nel 1994 si ritirò come professore emerito all'Università di Amsterdam.
Si sposò con Marta Fuentes, cilena, assieme alla quale scrisse parecchi studi sui movimenti sociali e dalla quale ebbe due figli. Marta morì ad Amsterdam nel giugno del 1993. Si sposò in seconde nozze con la sociologa Nancy Howell, che era stata sua amica per quarant'anni; durante il loro matrimonio vissero a Toronto. Frank morì nel 2005 curato dalla terza moglie Alison Candela.

## Opere e pensiero
Durante la sua carriera Frank insegnò e fece ricerca in numerosi settori: antropologia, economia, geografia, storia, relazioni internazionali, politica interna e sociologia. Lavorò in nove università dell'America del Nord, tre in America Latina, e cinque in Europa. Tenne un gran numero di lezioni e seminari in dozzine di università e altre istituzioni in tutto il mondo in inglese, francese, spagnolo, portoghese, italiano, tedesco e olandese. Frank scrisse ampiamente sui temi economici, sociali e politici dello sviluppo contemporaneo del sistema-mondo (world-system theory), sui Paesi sviluppati e specialmente sul Terzo Mondo e sull'America Latina. Egli produsse più di 1000 pubblicazioni tradotte in 30 lingue. Il suo ultimo articolo importante, East and West, apparve nel volume Dar al Islam. The Mediterranean, the World System and the Wider Europe: The "Cultural Enlargement" of the EU and Europe's Identity, edito da Peter Herrmann, del Cork University College, e Arno Tausch, dell'Università di Innsbruck, e pubblicato dai Nova Science Publishers di New York.
Dal 1990 il suo lavoro si incentrò sulla storia mondiale. Egli tornò alla sua analisi dell'economia politica globale nel nuovo millennio ispirato da una lezione tenuta alla Stockholm School of Economics di Riga (SSE Riga). Nel 2006 la SSE Riga ebbe in consegna la collezione di libri personale di Andrè Gunder Frank e istituì in suo onore la Andrè Gunder Frank Memorial Library, con il supporto della Friedrich Ebert Foundation.
Frank fu un autore prolifico con al suo attivo circa 40 libri. Tra i suoi lavori più importanti Capitalismo e Sottosviluppo in America Latina edito da Einaudi. Pubblicato nel 1969, fu uno dei testi formativi per la Teoria della Dipendenza. Tra i suoi lavori più tardi ReOrient: Global Economy in the Asian Age e, insieme a Barry K. Gills, della Newcastle University, The World System: Five Hundred Years or Five Thousand. Le teorie di Frank si basano sull'idea che si la forza economica di una nazione a stabilire il suo potere globale. Secondo Frank soluzioni economiche orientate solo all'esportazione creano squilibri negativi per i paesi poveri. Frank ha contribuito in modo significativo alla world-systems theory (che secondo lui dovrebbe chiamarsi world-system one).
Frank ha sostenuto che un sistema-mondo si fosse già formato non più tardi del IV millennio a.C., nella prima età del bronzo. Questo contrasta fortemente con le idee della maggioranza degli studiosi che sostengono, come ad esempio Immanuel Wallerstein, che il sistema-mondo sia nato nel XVI secolo. Barry K.Gills  sostiene che le previsioni di Frank nei confronti dei Paesi del mondo in via di sviluppo in sviluppo si siano dimostrate esatte con precisione: la persistenza della povertà causata dagli oneri dei debiti contratti nonostante gli investimenti; il fallimento dei capitalismi nazionali nello sviluppo dei paesi; gli effetti negativi della globalizzazione capitalistica; il riapparire di persistenti crisi economiche strutturali estese su scala internazionale; la contemporanea emergenza di movimenti fondamentalisti di tipo etnico, nazionalista, religioso, in grado di minacciare la cultura democratica. Centrale nella sua visione è il rifiuto dell'eurocentrismo a favore di una prospettiva umano-centrica basata sulla storia del mondo intero.

## Pubblicazioni in lingua italiana
- Capitalismo e sottosviluppo in America Latina, Einaudi, Torino, 1969
- Sociologia dello sviluppo e sottosviluppo della sociologia, Lampugnani Negri, Milano, 1970
- Il nuovo marxismo latino americano, (con altri autori), Feltrinelli, Milano, 1970
- Sul sottosviluppo capitalista, Jaka Book, Milano, 1971
- Metropoli-colonia in America Latina, Galileo, Padova, 1971
- Lumpenborghesia: lumpensviluppo: dipendenza economica, struttura sociale e sottosviluppo in America Latina, Mazzotta, Milano, 1971
- America latina: sottosviluppo o rivoluzione, Einaudi, Torino, 1971
- Quale 1984: relazioni e discussione al convegno di studi ISTRA sulla crisi attuale del capitalismo (con Samir Amin e Hosea Jaffe), Jaca Book, Milano, 1975
- Riflessioni sulla nuova crisi economica mondiale, Pellicanolibri, Catania, 1978
- Point break, L'impero, la guerra in Iraq e oltre, Rubbettino, Soveria Mannelli, 2003
- Per una storia orizzontale della globalizzazione: sette lezioni, Rubbettino, Soveria Mannelli, 2004

## Pubblicazioni
- General Productivity in Soviet Agriculture and Industry, 1958, JPE
- Goal Ambiguity and Conflicting Standards: An approach to the study of organization, 1958, Human Organization
- The Development of Underdevelopment, 1966, MRP
- Capitalism and Underdevelopment in Latin America, 1967
- Latin America: Underdevelopment or revolution, 1969
- Lumpenbourgeoisie, Lumpendevelopment, 1972
- On Capitalist Underdevelopment, 1975
- Economic Genocide in Chile: Equilibrium on the point of a bayonet, 1976
- Long Live Transideological Enterprise: the socialist economies in the capitalist international division of labor, 1977, Review
- World Accumulation, 1492-1789, 1978
- Dependent Accumulation and Underdevelopment, 1978
- Mexican Agriculture 1521-1630: Transformation and the mode of production, 1979
- Crisis in the World Economy, 1980
- Crisis in the Third World, 1981
- Reflections on the World Economic Crisis, 1981
- Dynamics of Global Crisis, with S. Amin, G. Arrighi and I. Wallerstein, 1982
- The European Challenge, 1983
- Critique and Anti-Critique, 1984
- Ten Theses on Social Movements, with M. Fuentes, 1989, World Development
- Theoretical Introduction to Five Thousand Years of World System History, 1990, Review
- Civil Democracy, Social Movements in World History, with M. Fuentes, 1990, in Amin et al., Transforming the Revolution
- Revolution in Eastern Europe: Lessons for democratic socialist movements (and socialists), 1990, in Tabb, editor, Future of Socialism
- The Underdevelopment of Development, with M.F. Frank, in Savoie, editor, Equity and Efficiency in Economic Development.
- Globalization, 1400-1800 - excerpts
- Third World War - excerpts
- ReOrient: Global economy in the Asian age, 1998 - Preface, Excerpts